# فم واد درعة (ابن خليل)
فم واد درعة هي إحدى مشيخات المملكة المغربية، تتبع جغرافيا لإقليم طانطان وإداريًا لابن خليل. يقدر عدد سكانها بـ 49 نسمة حسب الإحصاء الرسمي للسكان والسكنى لسنة 2004.